# 11581 Philipdejager
11581 Philipdejager eller 1994 PK9 är en asteroid i huvudbältet som upptäcktes den 10 augusti 1994 av den belgiske astronomen Eric W. Elst vid La Silla-observatoriet. Den är uppkallad efter Philip de Jager.
Asteroiden har en diameter på ungefär 6 kilometer och den tillhör asteroidgruppen Eos.